# بات مكمان (لاعب كرة قدم)
بات مكمان (بالإنجليزية: Pat McMahon)‏ (19 سبتمبر 1945 في المملكة المتحدة - ) هو مدرب كرة قدم ولاعب كرة قدم أمريكي في مركز الوسط. لعب مع أستون فيلا ونادي سلتيك وبورتلاند تيمبرز وكولورادو كاريبوز ‏ وأتلانتا تشيفز.

## وصلات خارجية
- بات مكمان على موقع قاعدة بيانات كرة القدم.إي يو (الإنجليزية)
- بات مكمان على موقع Soccerbase.com (لاعب) (الإنجليزية)